# Matt Prokop
Matt Prokop (Victoria, Texas, 29 de julio de 1990) es un actor estadounidense, conocido por su papel como Jimmie Zara en High School Musical 3: Senior Year y por  protagonizar la película original de Disney Channel junto a su expareja Sarah Hyland, Geek Charming interpretando a Josh Rosen.

## Vida y carrera
Prokop nació en Victoria, Texas y se mudó a Los Ángeles a la edad de 16 para proseguir su carrera de actor. Está representado por Management 360 y APA. También ha aparecido en un episodio de Hannah Montana.
Prokop ha aparecido esporádicamente en varias películas y series de televisión. Prokop consiguió un papel en la película de Brendan Fraser Furry Vengeance.
Interpretó a Josh Rosen en la película original de Disney Channel Geek Charming, basada en la novela homónima de Robin Palmer. Su primer papel en "The Glades" fue una breve aparición en Hannah Montana, seguido por un papel walk-on en The Office. Hace poco fue estrella invitada en la serie Medium en el personaje de Kyle Covington. 
Prokop mantuvo una relación sentimental con la también actriz Sarah Hyland desde mediados de 2009 hasta mediados de 2014, luego de que se le impusiera una orden de restricción a Prokop sobre Hyland tras haberla sometido a maltrato físico. Después de concluir su trabajo en el mundo de la actuación, en mayo de 2024 volvió a provocar inconvenientes de esa índole, cuando lo arrestaron en Texas por empujar a su novia y golpearla en la cabeza con un objeto no identificado. Como trató de huir, recibió también cargos por resistencia a la autoridad.

## Filmografía
| Año  | Título                             | Personaje               | Notas                                       |
| ---- | ---------------------------------- | ----------------------- | ------------------------------------------- |
| 2007 | Hannah Montana                     | Troy McCann             | Episodio: "Schooly Bully"                   |
| 2007 | The Office                         | Niño menor 3            | Episodio: "Cocktails"                       |
| 2007 | Marked                             | Zack                    |                                             |
| 2007 | An Angel Named Billy               | Zack                    |                                             |
| 2008 | Green Flash                        | Cameron (15 años)       |                                             |
| 2008 | The Glades                         | Jeff                    |                                             |
| 2008 | High School Musical 3: Senior Year | Jimmy "Rocket Man" Zara |                                             |
| 2009 | In The Motherhood                  | Luke                    | Episodios desconocidos                      |
| 2009 | Medium                             | Kyle "K.C." Covington   | Episodio: "Once in a Lifetime"              |
| 2010 | Furry Vengeance                    | Tyler Sanders           | Rol principal                               |
| 2010 | Conception                         | J.T.                    |                                             |
| 2010 | Cougar Hunting                     | Tyler                   |                                             |
| 2011 | Good Luck Charlie                  | Evan                    | Episodio: "L.A.R.P. in the Park"            |
| 2011 | Geek Charming                      | Josh Rosen              | Protagonista, Disney Channel Original Movie |
| 2012 | Struck By Lightning                | Dwayne Michaels         |                                             |
| 2012 | Modern Family                      | Ethan                   | Estrella invitada - Episodio: "Disneyland"  |